# Tipula tundrensis
Tipula tundrensis är en tvåvingeart. Tipula tundrensis ingår i släktet Tipula och familjen storharkrankar.

## Underarter
Arten delas in i följande underarter:
- T. t. cinereoabdominalis
- T. t. stackelbergiana
- T. t. tundrensis